# Jegisze Turian
Jegisze Turian (ur. ?, zm. 1930) – w latach 1921–1929 ormiański Patriarcha Jerozolimy. Wcześniej w latach 1909 do 1910 był 77. ormiańskim Patriarchą Konstantynopola. W 1930 został odznaczony Orderem Imperium Brytyjskiego.